# Resolució 2380 del Consell de Seguretat de les Nacions Unides
La Resolució 2380 del Consell de Seguretat de les Nacions Unides fou adoptada per unanimitat el 5 d'octubre de 2017. El Consell va renovar el consentiment als països per inspeccionar els vaixells sospitosos de tràfic de persones procedents de Líbia.

## Contingut
Els països havien de reconèixer que el contraban i el tràfic de persones són, malgrat certes similituds, dos delictes diferents. A la Mediterrània, el contraban de migrants africans de Líbia a Europa continuava reclamant-se moltes víctimes. Les organitzacions criminals utilitzen mètodes perillosos sense tenir en compte la vida dels immigrants.
El 2016, més de 360.000 emigrants a la Mediterrània van arribar a Itàlia i Grècia en particular. Uns altres 5.079 van morir o van desaparèixer. El 4 d'octubre de 2017, gairebé 140.000 immigrants havien arribat aquest any i més de 2.700 havien mort. Més de les terceres parts van arribar a Itàlia.
Els països havien de complir amb el dret internacional humanitari i tractar els immigrants humanament i amb dignitat. Europa ja va ajudar a Líbia a través de Frontex i l'Operació Sofia per protegir millor les seves fronteres. Tanmateix, també calia abordar les causes subjacents de la migració cap a Europa.
Els països implicats en la lluita contra la migració il·legal van tornar a concedir-se permís durant dotze mesos per inspeccionar vaixells de la costa líbia si hi havia sospites raonables que eren utilitzades per organitzacions criminals per al narcotràfics i tràfic de migrants. La intenció era perjudicar els contrabandistes i evitar víctimes, i no impedir que els migrants sol·licitessin la protecció com a refugiats.